# Fantômas (musikalbum)
Fantômas (också känd som Amenaza al mundo efter texten på skivomslaget), är den amerikanska musikgruppen Fantômas debutalbum, släppt den 26 april 1999 av skivbolaget Ipecac.

## Låtförteckning
1. "Book 1: Page 1" – 1:33
2. "Book 1: Page 2" – 1:38
3. "Book 1: Page 3" – 1:08
4. "Book 1: Page 4" – 4:22
5. "Book 1: Page 5" – 0:45
6. "Book 1: Page 6" – 1:11
7. "Book 1: Page 7" – 0:54
8. "Book 1: Page 8" – 1:01
9. "Book 1: Page 9" – 0:47
10. "Book 1: Page 10" – 1:20
11. "Book 1: Page 11" – 0:53
12. "Book 1: Page 12" – 1:58
13. Utan titel – 0:03
14. "Book 1: Page 14" – 2:11
15. "Book 1: Page 15" – 2:13
16. "Book 1: Page 16" – 0:57
17. "Book 1: Page 17" – 0:50
18. "Book 1: Page 18" – 5:06
19. "Book 1: Page 19" – 1:21
20. "Book 1: Page 20" – 0:29
21. "Book 1: Page 21" – 0:38
22. "Book 1: Page 22" – 2:11
23. "Book 1: Page 23" – 0:56
24. "Book 1: Page 24" – 0:52
25. "Book 1: Page 25" – 0:52
26. "Book 1: Page 26" – 1:15
27. "Book 1: Page 27" – 1:37
28. "Book 1: Page 28" – 1:35
29. "Book 1: Page 29" – 1:11
30. "Book 1: Page 30" – 0:33

Alla låtar skrivna av Mike Patton

## Medverkande
Fantômas
- Mike Patton – sång, sampling
- Dave Lombardo – trummor
- Buzz Osborne – gitarr
- Trevor Dunn – basgitarr

Produktion
- Mike Patton – producent, omslagskonst
- Billy Anderson, Gummo – Ljudtekniker
- Different Fur, Adam Muñoz – mixning
- George Horn – mastering
- Zuccatosa, John Yates – omslagskonst
- Greg Werckman – management